# NGC 2862
NGC 2862 (другие обозначения — UGC 5010, MCG 5-22-45, ZWG 151.76, KARA 329, IRAS09219+2659, PGC 26690) — спиральная галактика в созвездии Льва на расстоянии около 63 Мпк. Открыта Генрихом Луи Д'Арре в 1863 году.
Этот объект входит в число перечисленных в оригинальной редакции «Нового общего каталога».
Имеет морфологический тип Sb по Хабблу. Относится к сейфертовским галактикам.
Одна из немногих изолированных массивных спиральных галактик, близких к нам (с cz < 5000 км/с). Несмотря на изолированность, наблюдается очень выраженное искажение структуры галактики в наблюдениях лучевых скоростей атомарного водорода (H I) на периферии, начиная с расстояния от центра около 33 кпк на обеих сторонах диска. Соответствующее искажение по наблюдениям скоростей звёзд в диске хотя и наблюдается, но его величина близка к ошибкам измерения и противоположна этому эффекту для H I. 